# Yeniköy, Mahmudiye
Yeniköy là một xã thuộc huyện Mahmudiye, tỉnh Eskişehir, Thổ Nhĩ Kỳ. Dân số thời điểm năm 2011 là 199 người.